# Taupye
Taupye is een dorp in het district Central in Botswana. De plaats telt 598 inwoners (2011).